# (25076) 1998 QM98
1998 كيو أم 98 (ويعرف أيضًا باسم (25076) 1998 كيو أم 98 وفق تسمية الكوكب الصغير) (بالإنجليزية: 1998 QM98)‏ هو كويكب ضمن حزام الكويكبات؛ وترتيبه 25076 من حيث الاكتشاف.
اكتُشف هذا الجُرم الفلكي بواسطة بحث لنكولن عن الكويكبات القريبة من الأرض في 28 أغسطس 1998.

## وصلات خارجية
- (25076) 1998 QM98 في قاعدة بيانات مختبر الدفع النفاث لأجرام النظام الشمسي الصغيرة

- الاكتشاف · مخطط المدار ·  العناصر المدارية · المعلمات المادية

- (25076) 1998 QM98 على موقع ويكي سكاي: DSS2, SDSS, GALEX, IRAS, Hydrogen α, X-Ray, Astrophoto, Sky Map, Articles and images